# 하와이식 분화

하와이식 분화의 모식도.
1. 분연주 / 2. 용암분천 / 3. 화구 / 4. 용암호 / 5. 분기공 / 6. 용암류 / 7. 용암과 화산재의 퇴적층 / 8. 지층 / 9. 암상 / 10. 마그마통로 / 11. 마그마굄 / 12. 암맥

하와이식 분화는 화산 분화의 한 형태이다. 유동성이 풍부한 현무암질 마그마가 산꼭대기의 화구나 산중턱의 갈라진 틈에서 분천으로 분출하는 것은 현무암질 홍수 분화와 같지만 마그마가 분출하는 양이 훨씬 적다. 하와이주의 킬라우에아 산이나 마우나로아 산의 분화가 대표적이다. 폭발적이 아니어서 화산 연기는 많이 나오지 않지만 화구나 움푹 팬 웅덩이 등에 녹은 상태의 용암이 고여 용암호가 생기는 경우가 있다. 킬라우에아 산의 산꼭대기의 할레마우마우 화구에는 수십 년에 걸쳐 용암호가 존재했다.

## 참고 자료
- 이 문서에는 다음커뮤니케이션(현 카카오)에서 GFDL 또는 CC-SA 라이선스로 배포한 글로벌 세계대백과사전의 내용을 기초로 작성된 글이 포함되어 있습니다.